# Ahmed Garba
Ahmed Yaro Yaro Garba (Kano, 1980. május 24. –) nigériai labdarúgó, a Wikki Tourists FC csatára.